# Ghijasa de Jos
Ghijasa de Jos – wieś w Rumunii, w okręgu Sybin, w gminie Nocrich. W 2011 roku liczyła 126 mieszkańców.